# 三区革命政府旧址
三区革命政府旧址，位于新疆维吾尔自治区伊犁哈萨克自治州伊宁市解放路北侧伊犁军分区院内，是1944年至1949年三区革命政府的旧址。

## 简介
三区革命政府旧址始建于清朝末年。1937年，伊犁屯垦使公署从惠远城迁到伊宁县城内，此处便成为盛世才岳父邱宗浚的伊犁屯垦使公署驻地。1944年，三区革命爆发。1944年到1949年，这里是三区革命政府的办公地点。东突厥斯坦共和国临时政府（后改为东突厥斯坦共和国政府）、新疆保卫和平民主同盟都曾在此办公。
旧址现存四座建筑，总建筑面积1524平方米，坐北朝南，自东向西依次排列。偏东一座是三区革命政府主席办公用房。第二座是司令部。第三座是监察院。最西一座是法院。
该旧址属伊犁军分区管辖，长期无人使用。1989年第二次全国文物普查中，获得调查并建档。1990年12月9日，公布为新疆维吾尔自治区文物保护单位。2008年12月17日，第三次全国文物普查中，伊犁哈萨克自治州直属工作队实地调查并建档。2013年，公布为第七批全国重点文物保护单位。